# Hrabstwo Zapata

Piramida wieku hrabstwa

Hrabstwo Zapata – hrabstwo położone w USA, w stanie Teksas. Utworzone w 1858 r. Siedzibą hrabstwa jest Zapata. Gospodarka hrabstwa zdominowana jest przez wydobycie gazu ziemnego. 
Według danych amerykańskiego Biura Spisów Ludności (U.S. Census Bureau), hrabstwo zajmuje powierzchnię 2740 km², z czego 2586 km² stanowią lądy, a 154 km² (5,6%) stanowią wody. Hrabstwo obejmuje znaczną część zbiornika wodnego Falcon International Reservoir.

## CDP
- Falcon Lake Estates
- Falcon Mesa
- Las Palmas
- Lopeño
- Los Lobos
- Medina
- Morales-Sanchez
- New Falcon
- Ramireno
- San Ygnacio
- Siesta Shores
- Zapata

## Sąsiednie hrabstwa i gminy
- Hrabstwo Webb (północ)
- Hrabstwo Jim Hogg (wschód)
- Hrabstwo Starr (południowy wschód)
- Gmina Guerrero, Tamaulipas, Meksyk (zachód)

## Demografia
- Latynosi – 94,2%
- biali nielatynoscy – 4,8%
- Afroamerykanie – 0,9%
- rdzenni Amerykanie – 0,5%
- Azjaci – 0,3%[3].

## Religia
Większość mieszkańców to katolicy (dane z 2020).